# Верхньовілюйський улус
Верхньовілюйський улус (якут. Үөһээ Бүлүү улууһа, рос. Верхневилюйский улус) — муніципальний район у центральній частині Республіки Саха (Якутія). Адміністративний центр — с. Верхньовілюйськ. 

## Населення
Населення району становить 21 136 осіб (2013).

## Адміністративний поділ
Район адміністративно поділяється на 21 муніципальне утворення, яке об'єднують 29 населених пунктів.

## Відомі особистості
У районі народились:
- Воронкін Михайло Спиридонович (* 1923) — якутський філолог (Оргетський наслег).
- Габишев Микола Олексійович (1922-1991) — якутський прозаїк, драматург та перекладач (Хомустах).